# Перша чигиринська оборона
Перша чигиринська оборона — перший кульмінаційний епізод московсько-турецької війни 1676—1681, коли війська Османської імперії двічі облягали м. Чигирин, важливий політичний і військово-стратегічний центр Правобережної України.

## 1677
На початку 1677 султан Мегмет IV довідався, що його васал гетьман Петро Дорошенко здався московському війську, а Чигирин зайняв московський гарнізон.
Султан ухвалив рішення захопити Чигирин і відновити свою владу над українськими землями вздовж правого берега Дніпра. Формально володарем васальної султанові Правобережної України був поставлений Юрій Хмельницький.
Наприкінці червня 1677 османська армія під командуванням Ібрагіма-паші, що налічувала до 60 тис. вояків, виступила від Дунаю на Чигирин. Османці мали, за різними даними, від 28 до 60 гармат, їх супроводжували 12—19 тисяч волохів, призначених переважно для ведення земляних робіт, та до 10 тис. ногайців Білгородської орди. З Ібрагімом-пашею був і Ю. Хмельницький із кількома сотнями козаків. Чигирин мав 12-тис. гарнізон. Розташований на узвишші Чигиринський замок (який захищали 5 тисяч московських стрільців і солдатів) утворював єдину систему з укріпленнями Нижнього міста (котре обороняли 7,5 тис. українських козаків). На мурах міста було бл. 50 гармат.
Перші загони османців з'явилися під Чигирином 9 серпня (30 липня), а 11—13 (1—3) серпня підійшло все османське військо. Ібрагім-паша надіслав до коменданта Чигирина Івана Ржевського ультиматум з вимогою здатися, але отримав відмову. 14 (4) серпня османці розпочали спорудження обложних укріплень. Вони зайняли старий міський вал і встановили на ньому свої батареї. Уже 16 (6) серпня осман. шанці опинилися на відстані всього 100 кроків від верхнього замку. Вилазки обложених 16 (6) і 17 (7) серпня завдали шкоди османцям, але після них останні посилили охорону своїх обложних робіт.
20 (10) серпня до Ібрагіма-паші приєдналися близько 10 тисяч кримців на чолі із кримським ханом Селім-Ґереєм I. Османці вели сильний гарматний обстріл Чигирина та почали підводити під його стіни підкопи. Їм вдалося влаштувати кілька вибухів мін під стінами фортеці, але ці вибухи або не завдавали великої шкоди, або зруйновані укріплення швидко лагодилися обложеними, й османські атаки не досягали успіху. Козаки і стрільці також продовжували робити вилазки проти османських шанців.
На допомогу Чигирину йшло московське військо воєводи боярина князя Григорія Ромодановського (32 тис., дві третини з яких були «полками нового строя», та 126 гармат) і українське військо гетьмана І.Самойловича (біля 25 тисяч). Самойлович з'єднався з князем Ромодановським 20 (10) серпня, а 27 (17) серпня до Чигирина форсованим маршем було вислано полк сердюків (1 тис. козаків) і 800 московських драгунів. Цей загін, переправившись на правий берег Дніпра, вночі пройшов через осман. лінію облоги і 30 (20) серпня вступив до Чигирина. Ібрагім-паша був змушений послати частину свого війська (кримців на чолі із ханом Селім-Ґереєм I та частину осман. піхоти) до Дніпра, щоб перешкодити деблокаді Чигирина гол. силами кн. Г.Ромодановського й І.Самойловича.
4 вересня (25 серпня) козацько-московське військо підійшло до Дніпра й вибило заслон кримців з острова посеред річки. Звідти об'єднане військо в ніч з 5 на 6 вересня (26 на 27 серпня) переправилося на правий берег Дніпра поблизу Бужина (містечко на правому березі Дніпра; нині затоплене Кременчуцьким водосховищем).
Ібрагім-паша змушений був посилити Селім-Ґерея I більшою частиною (до 50 тисяч з кількома гарматами) своєї армії, знявши її з позицій навколо Чигирина.
7 вересня (28 серпня) в рішучому бою османці й кримці були розбиті, втративши вбитими 4 тис. вояків та багато командирів. Українсько-московська армія переслідувала ворога «протягом 5 верст». Повернувшись до Чигирина, Ібрагім-паша наказав посилити обстріл міста, і під цим прикриттям організував евакуацію табору й відступ в ніч на 8 вересня (29 серпня). 15 (5) вересня військо кн. Г.Ромодановського та І.Самойловича підійшло до Чигирина.
Втрати московського й українського війська та чигиринської залоги під час кампанії 1677 склали біля 3,5 тис. вбитими, 6 тис. пораненими. Османські втрати оцінюють як такі, що могли досягати 20 тис. вбитих, поранених і дезертирів. За невдачу під Чигирином султан Мегмет IV наказав ув'язнити Ібрагіма-пашу та скинув Селім-Ґерея I з ханського трону, замінивши його Мурад-Ґереєм.